# San Alfonso del Mar

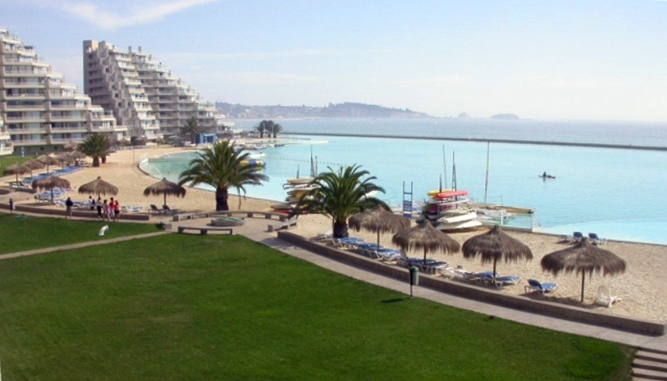

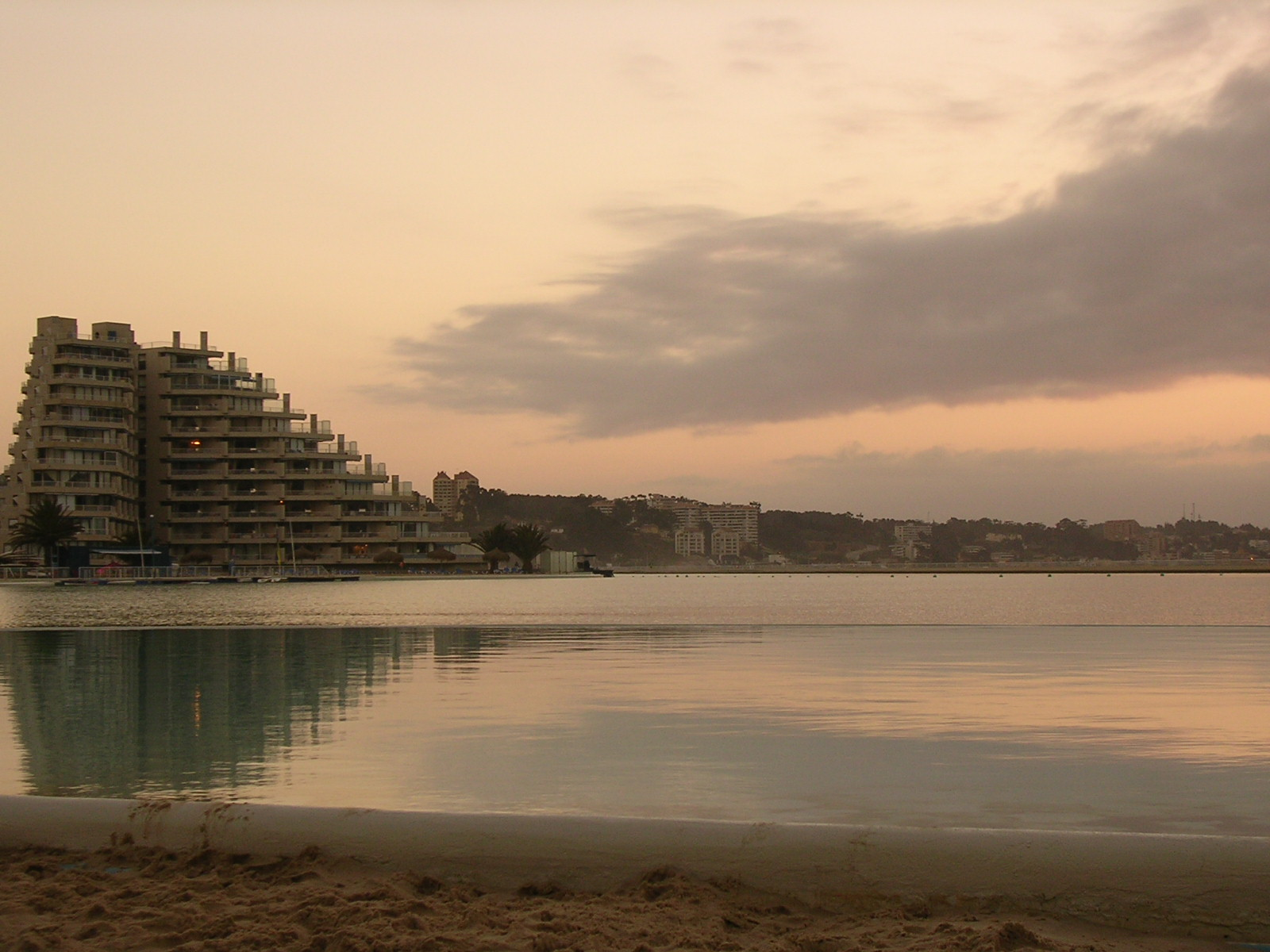

San Alfonso del Mar – chilijski kurort nad Oceanem Spokojnym położony w północnej części gminy Algarrobo.
Kurort słynie z największego na świecie basenu, który wpisany jest do Księgi rekordów Guinnessa. Jego długość wynosi 1013 metrów i zajmuje teren o powierzchni 8 hektarów.